# Yves Saint Laurent (thương hiệu)
Yves Saint Laurent SAS (phát âm tiếng Pháp: [iv sɛ̃ lɔʁɑ̃]; viết tắt: YSL), còn được gọi là Saint Laurent, là một công ty thời trang nổi tiếng của Pháp được thành lập bởi Yves Saint Laurent và cộng sự Pierre Bergé vào năm 1961.
Sau khi Giám đốc sáng tạo Hedi Slimane bắt đầu tiếp quản Yves Saint Laurent vào năm 2012, công ty chính thức sử dụng thương hiệu "Saint Laurent" cho toàn bộ dòng sản phẩm may sẵn của họ, cũng như logo mới là "Saint Laurent – Paris". Năm 2015, Slimane đã khôi phục lại dòng thời trang haute couture của công ty sau 13 năm và vẫn giữ nguyên tên gọi Yves Saint Laurent cùng logo YSL truyền thống cho bộ sưu tập thời trang cao cấp này. Giám đốc sáng tạo hiện tại của Saint Laurent là Anthony Vaccarello sau khi Hedi Slimane rời khỏi công ty vào tháng 4 năm 2016.
Ra đời năm 1978, dòng mỹ phẩm mang tên Yves Saint Laurent Beauté cũng xuất hiện trên thị trường nước hoa và làm đẹp, nhưng hiện hoạt động dưới bản quyền của tập đoàn mỹ phẩm L'Oréal.
Năm 2020 Rosé (Blackpink) trở thành Đại Sứ Toàn Cầu đầu tiên của thương hiệu này